# Gediz
El río Gediz (en turco: Gediz Nehri), el río Hermo de la Antigüedad, es un río de Turquía, el segundo río más largo de los que discurren desde el interior de Anatolia y vierten en el mar Egeo, después del río Menderes.
Nace en  las montañas Murat y Şaphane, en la provincia de Kütahya, y fluye a través de la provincia de Manisa, pasa cerca de Sardes (actual Sart) y desemboca en el golfo de Esmirna, cerca de la población de Maltepe, en territorio de Menemen. Tiene una longitud total de 401 km. En su cauce se encuentra la presa de Demirköprü.
Sus principales afluentes son los ríos Kunduzlu, Selendi, Deliinis, Demrek y Nif.
El 15 de abril de 1998, 14 900 hectáreas del delta del río en la provincia de Esmirna fueron declaradas Sitio Ramsar (n.º 945).